# Engenho de Sergipe do Conde

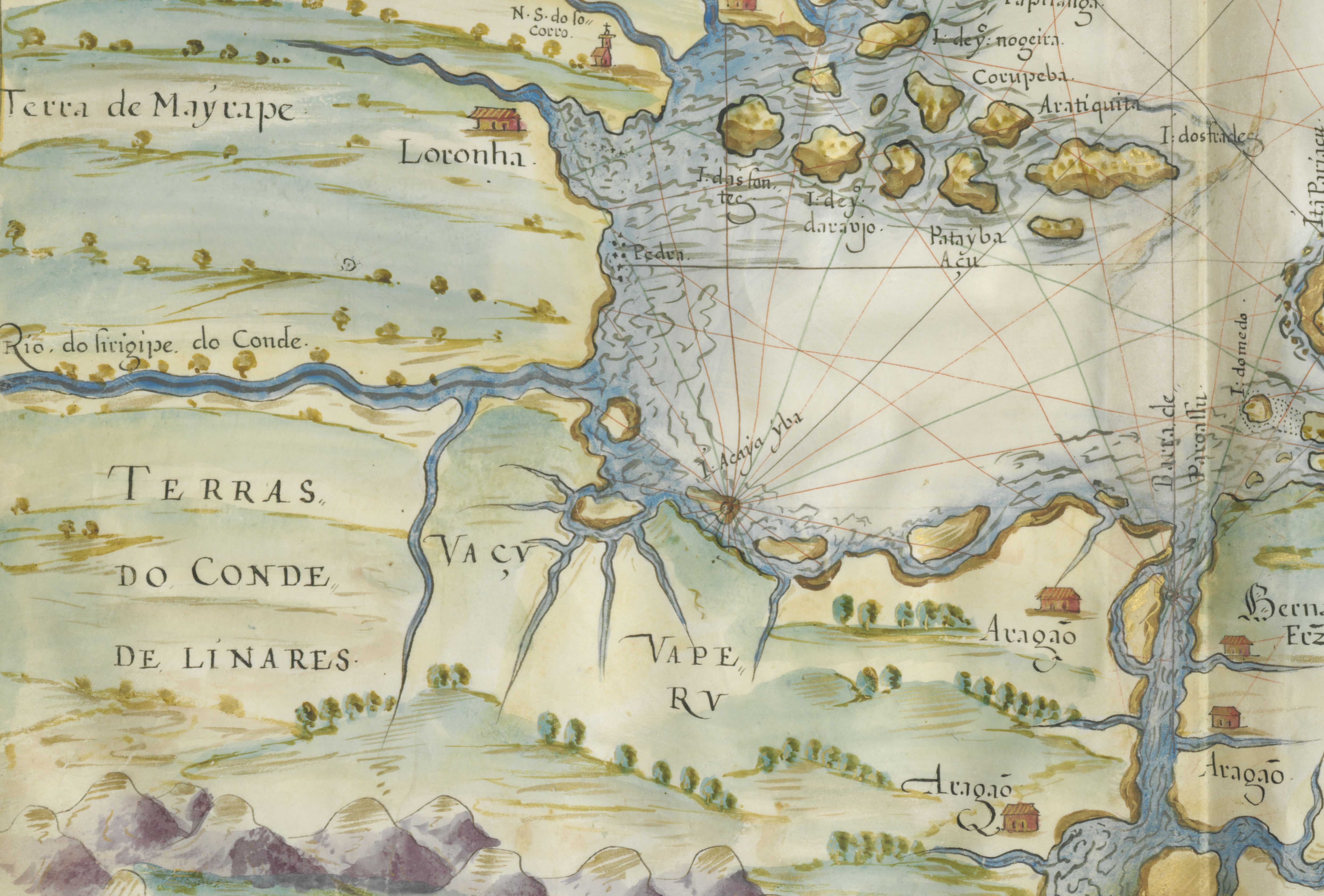
Localização de Sergipe do Conde no Recôncavo da Bahia, Atlas de João Teixeira Albernaz, 1627

O Engenho de Sergipe, também designado de Engenho de Sergipe do Conde, foi um engenho de açúcar da época do Brasil colonial. Localizava-se em Sergipe do Conde, no atual município de São Francisco do Conde, no Recôncavo Baiano, junto ao rio Sergipe, tendo sido fundado por Fernão Rodrigues de Castelo Branco, que obteve aquele território em sesmaria. Pertenceu posteriormente ao conde de Linhares e à sua mulher, que o passou por herança à Companhia de Jesus. O engenho foi um dos responsáveis pela grande produção de açúcar em Santo Amaro, na Bahia, chegando a possuir mais de 300 escravos.

## História

### Fernão Rodrigues de Castelo Branco
Em 1559, Fernão Rodrigues de Castelo Branco, jurisconsulto e nobre português, que então ocupava o cargo de almotacé-mor do Reino, pediu em sesmaria a Mem de Sá Sottomayor, que então governava o Estado do Brasil, "para fazer um engenho, um rio, que chamam Sergipe, com duas léguas de terra junto do mar, a saber, meia légua de terra da boca do rio escontra Passê, e légua e meia da dita boca escontra Pravassû, e quatro léguas pela terra dentro de leste a oeste, e assim duas ilhas que estão defronte da boca do rio, a grande, que chamam Cajaiba, e outra, que naquele tempo não tinha nome, que está junto da grande da banda de Pravassû".
Em 20 de julho desse ano, Fernão Rodrigues de Castelo Branco obtém de Mem de Sá a carta de sesmaria, dando-lhe a água do rio Sergipe, duas léguas de costa e quatro para o sertão, para aí fazer um engenho. Em 26 de setembro, faz Castelo Branco nova súplica ao governador, informando que houvera erro no pedido inicial, e que a água que pede para fazer o engenho é "a que chamavam Ipitanga, que vinha cair no mesmo rio Sergipe", obtendo a concessão, com obrigação de no espaço de três anos fazer benfeitorias e o engenho, e que fosse obrigado a vir residir para o Brasil, "por sua qualidade, e por ser Almotacé-mor de Sua Majestade".
Em 10 de abril de 1564, fez Fernão Rodrigues de Castelo Branco nova petição a Mem de Sá, referindo a sua sesmaria de Sergipe, na qual fazia um engenho e gastava muito dinheiro, e que como para o engenho necessitava muito gado,e  o pasto era pouco na sua terra ao longo do mar, pedindo ao governador que lhe desse uma terra onde acabava a sua, de Pravassû por diante uma légua, e outro tanto para dentro, em direção ao sertão, o que prontamente obteve.
A 28 de outubro de 1568, escreve nova petição ao governador, dizendo que funcionários que serviam no seu lugar haviam dado as terras que tinha de sesmaria a outras pessoas, sem que tivessem poder para isso, e que estas nunca as haviam aproveitado no prazo dos três anos, pedindo novamente para si a sesmaria das mesmas terras, o que igualmente obteve.

### Conde de Linhares
Em 6 de outubro de 1571, Fernão Rodrigues de Castelo Branco renuncia à sesmaria das terras de Sergipe, incluindo duas ilhas, e um engenho de água na ribeira de Ipitanga, e com as restantes benfeitorias, entre as quais muitas casas-fortes, roças e canaviais. Passou a fazenda ao governador Mem de Sá, que a deu em sesmaria a seu filho, Francisco de Sá. Este fez renúncia das mesmas terras em sua irmã D. Filipa de Sá, que veio a casar com D. Fernão de Noronha, 3º conde de Linhares, o qual teve as terras confirmadas pelo rei D. Sebastião no ano de 1576.
Em 25 de março de 1600, querendo D. Fernão de Noronha medir estas terras, D. Filipe I de Portugal manda ao Ouvidor Geral das partes do Brasil que a "meu muito amado sobrinho, do meu conselho de Estado (...) que façais a demarcação que nela requer, que se faça do Engenho de Açúcar que tem na Capitania do Salvador na Bahia de Todos os Santos, e das sesmarias e terras que lhe mais pertencem", e que o próprio Ouvidor Geral vá em pessoa com um escrivão que para o efeito haveria de nomear ao dito engenho, para proceder às demarcações. Em 1602, concedida ao conde de Linhares a provisão para medir e demarcar as terras, opôs-se-lhe o pai do padre Francisco de Araújo, em cujo meio tempo veio o conde a morrer sem ver concluída a demarcação.
Morreu o conde D. Fernão de Noronha em 13 de março de 1609, sucedeu-lhe na herança a condessa D. Filipa, sua mulher, recolhida na sua Quinta de Telheiras, em Lisboa. Em 29 de julho de 1617, o padre Francisco de Araújo consegue sentença favorável contra a condessa, para que medisse e demarcasse as terras de Sergipe. Porém, como da sentença não constasse a paragem por onde haviam de começar a medir as terras, pediu a condessa que tal se determinasse antes de mais nada.

### Companhia de Jesus

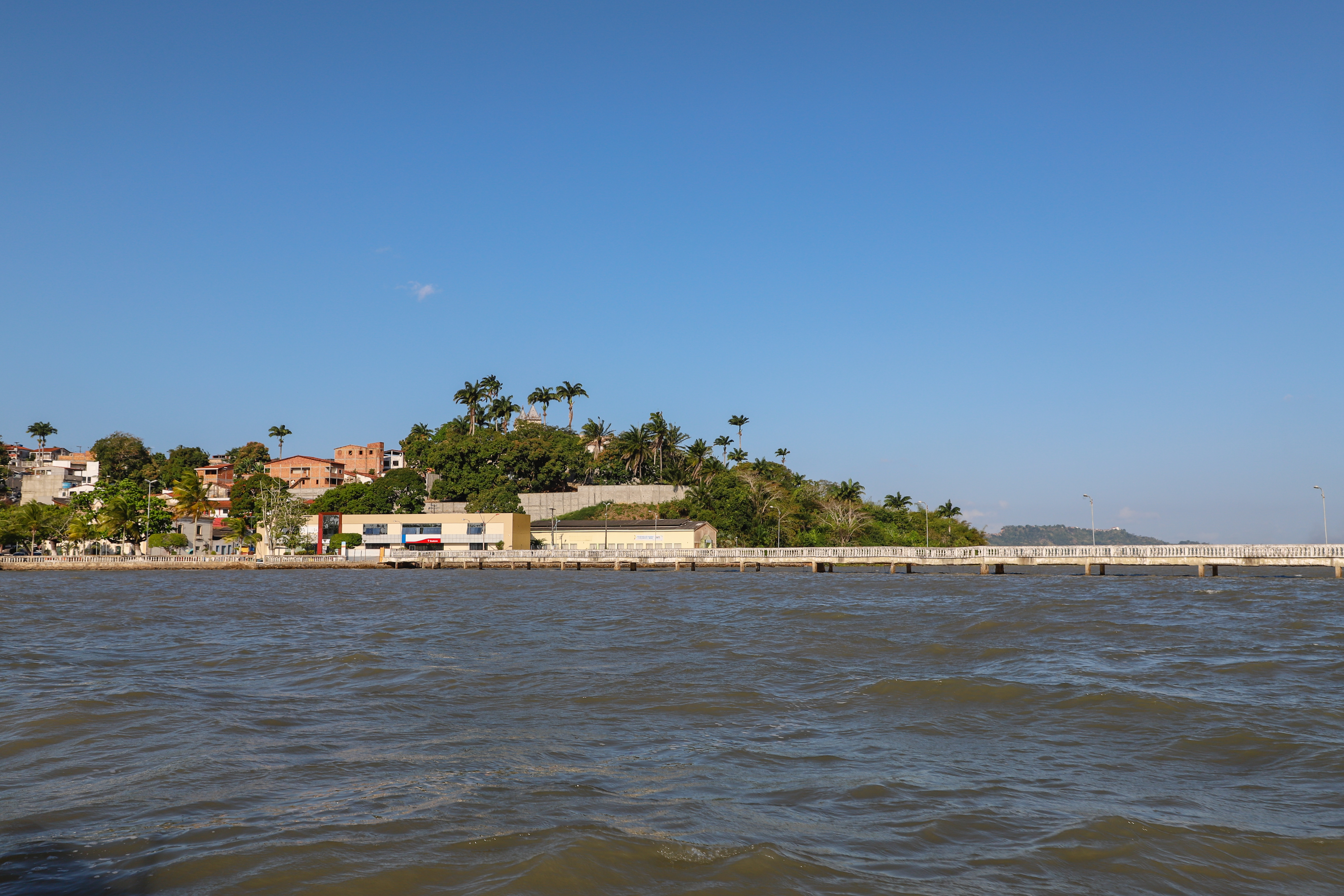
Vista da ponta de Romão Dias, em São Francisco do Conde, onde em janeiro de 1626 foi colocado o primeiro marco da delimitação das terras do Engenho de Sergipe

Em setembro de 1618, estando pendente a clausula do ponto onde se deveriam começar a demarcar as terras, veio a condessa de Linhares a morrer, deixando em herança à sua alma e ao Colégio de Santo Antão, da Companhia de Jesus, em Lisboa, os bens que possuía no Reino e no Brasil, entre os quais se contavam os engenhos de Sergipe e Ilhéus, assim como as terras a eles adjacentes, deixando-os para a obra da igreja nova do Colégio de Santo Antão, da qual era fundadora.
Prosseguiram os padres da Companhia, na qualidade de herdeiros, a demanda com o padre Francisco de Araújo, obtendo finalmente, em 27 de maio de 1621, sentença a respeito do início das demarcações: "declaram e julgam q o princípio das terras de Sergipe, q foram da condessa de Linhares, defunta (...) começam da barra do dito rio de Sergipe donde ele entra, e escorre em o mar largo, q escorre defronte do lugar, onde em terra de uma banda está a ponta que chamam de Romão Dias, e da outra do mesmo rio defronte da mesma ponta de Romão Dias está a ilha da Cajaiba", mandando que na dita ponta de Romão Dias, e na outra banda defronte na ilha de Cajaíba, se pusesse o primeiro marco.
Somente em 1622 conseguiram os padres da Companhia a posse da fazenda de Sergipe, que esteve até aí nas mãos da Misericórdia do Brasil, a qual pretendia parte dela para si.
Em 1624, durante a guerra contra os holandeses, o padre jesuíta Manuel do Couto, em carta, relata que o Engenho tem sido poupado pelos holandeses, sendo que estes não se afastam da cidade de Salvador mais do que três léguas, "e o engenho está mais de dez léguas metido por um rio nunca puseram pé". Acrescenta que ao lugar onde estava foram ter da Ilha da Madeira em um navio carregado de vinhos e dois fardos de lona, que traziam quinhentas varas, e que daí os mandara em uns barcos à Torre de Garcia de Ávila, para daí se entregarem aos padres da Companhia "que moram nas aldeias agora, 8 léguas da mesma Torre, para que os mandem ao Engenho de Cerigi". Não obstante, o engenho haveria de ficar pelo menos dois anos parados, em virtude da tomada da Bahia pelos holandeses.

#### Medição das terras

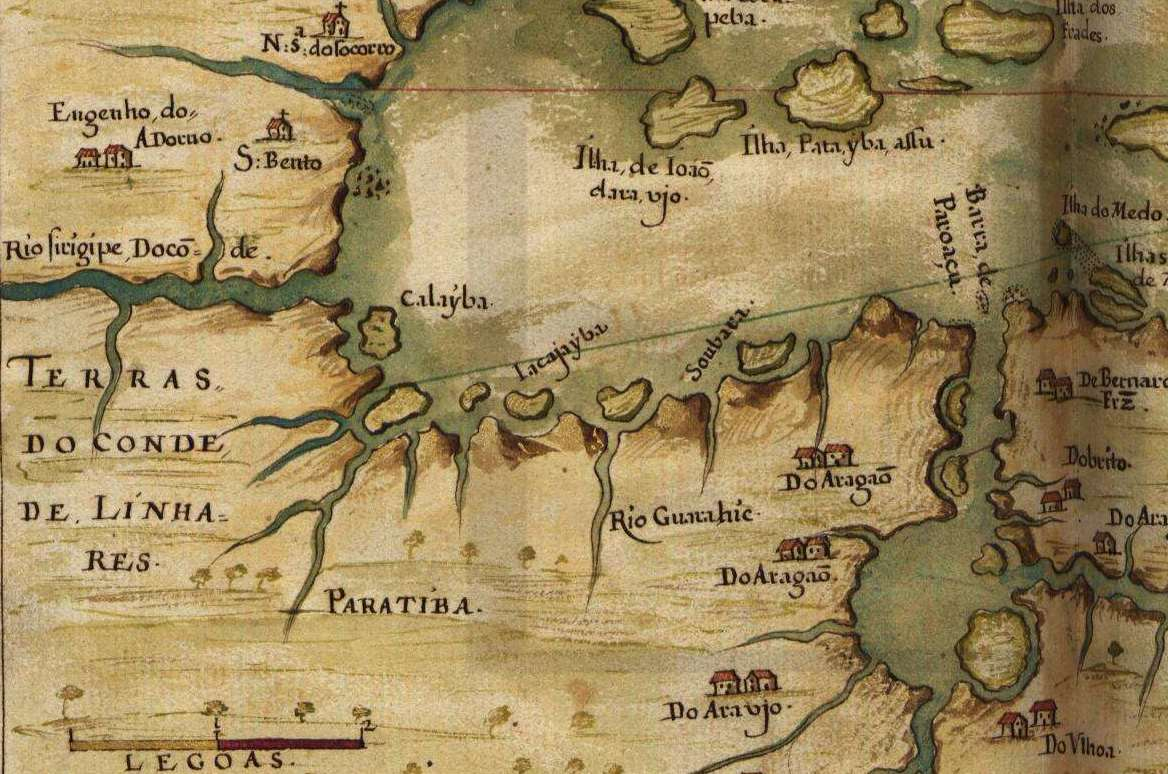
Localização de Sergipe do Conde no Recôncavo da Bahia, Atlas de João Teixeira Albernaz, 1640

Finalmente, em 8 de janeiro de 1626, teve lugar a medição das terras, levada a cabo pelo Dr. Francisco Mendes Marecos, desembargador e Ouvidor Geral do Cível na Relação do Estado do Brasil, sendo escrivão Cristóvão Vieira Ravasco, Álvaro de Araújo por piloto, e Filipe de Santiago por demarcador e medidor. Estavam presentes, na ocasião, o padre Francisco de Araújo, e o padre André de Gouveia, como procurador do colégio de Santo Antão de Lisboa. O primeiro marco foi colocado "na ponta de Romão Dias, q é na vila de São Francisco junto às casas do caldeireiro António Carvalho, sobre uma laje de pedra em q bate o mar. E logo posto o dito marco foi o dito piloto medindo a barra do rio Sergipe, endireitando para a ilha da Cajaiba pelo rumo de loeste à quarta de sueste, sendo seu ajudante da corda Marinho de Castro; e mediram dezasseis linhas, que fazem quatrocentas braças; a saber quatorze linhas pelo mar até a borda de água da ilha de Cajaiba, e da borda da água lançaram mais duas linhas pela terra da dita ilha acima, até chegar ao cume da dita terra onde se meteu um marco ao modo de laje com três testemunhas ao pé (...)."
A chuva não deixou que continuassem no dia seguinte, mas a 10 de janeiro toda a companhia se dirigiu ao novo marco da ilha de Cajaíba, para que se determinasse "a parte, e rumo por onde se devia melhor medir de modo que se medisse toda dita ilha até chegar ao mar". Com Matias Pereira por ajudante da corda, e António de Araújo por piloto, por seu pai, Álvaro de Araújo, andar indisposto, mais o escrivão, o piloto, acompanhados por Gaspar Gonçalves, Jácome Caminha, António Jorge Correia e Belchior Gonçalves, "e vistos pelos ditos a agulha, e rumos dela, disseram q para se haver de medir bem se havia de ir ao sul até ressalvar o mangal, que está entre esta ilha Cajaiba, e Pioca; e que ressalvado o mangal, iria a loeste (...) até a costa, para dali se ir medindo para a banda de Pravassû". A 12 de janeiro seguinte, prosseguiu a medição "à ilha da Pioca, e ao longo do mangal junto do mar da banda de loeste; e chegaram pelo dito rumo (...) com cinquenta linhas, e onze braças, do marco que se pôs na ilha da Cajaiba", num total de 1661 braças  contadas desde o primeiro marco na ponta de Romão Dias. Nessa posição colocaram novo marco de pedra, na presença das quatro testemunhas.
Nesta altura da medição, houve diferendo entre o padre Francisco de Araújo, que requeria que se medissem os mangais que estavam entre as ilhas, e os padres da Companhia, que pediam que se não os medissem, pois tudo eram pontas e enseadas, acabando o desembargador por decidir não os medir. A 13 de janeiro prosseguiu a medição, seguindo o rumo "da outra banda da terra firme onde morava Domingos de Negreiros, e Justo Baldéz", declarando o piloto "que demorava o rumo a um córrego, q era a extrema que estava entre as terras dos ditos Domingos de Negreiros, e Justo Baldez, q ficava por cima dos mangues, e houve este córrego por marco". Nesse ponto, as testemunhas Domingos de Negreiros, António Jorge e Baltazar Rodrigues declararam sob juramento para que parte ficava Pravassû por costa de mar, para por ela se irem fazendo as medições, sendo por eles dito que para a barra de Pravassû se ia para a parte do sul.
Em 14 de Janeiro, prosseguiu-se a medição, e "antes de se chegar ao Engenho q foi de Pedro Garcia, fazendo-se conta as linhas, q se haviam medido do córrego, q se tomou por marco (...) se achou haverem se medidas 53 linhas e 14 braças, q fazem 1339 braças, as quais juntas as 1661 q atrás se haviam medido, fazem soma de 3000 braças." Aí meteram "um marco de pedra comprida ao modo de laje, ao pé do qual puseram quatro pedras por testemunhas (...) e o lugar onde se pôs o dito marco é um brejo, ou apicû". No dia seguinte prosseguiram com a medição, seguindo a costa ao rumo do sul. A 17 de janeiro, "nas terras da Itapema defronte do Porto do Sal"  haviam se medido desde o marco colocado no apicû, até ali, 120 linhas, num total de 3000 braças. Aí meteram "um marco da pedra do mar com umas cascas de ostras pegadas nela, e duas pedras mais pequenas por testemunhas; o qual marco se pôs norte â sul". Correram com a medição por diante, seguindo o mesmo rumo, ignorando os requerimentos do padre Francisco de Araújo, que afirmava que esta légua lhe pertencia por título mais antigo. Colocado assim o marco na Itapema, "se foi continuando por costa a medição da terceira légua, pelo rumo do sul, e depois se veio medindo por costa nordeste sudoeste, quinze ou dezasseis linhas, até se encherem as 120 linhas da terceira légua", acabando esta medição a 22 de janeiro "no sítio da Itapeba antes de chegar ao rio Coabussû; onde se meteu por marco uma pedra larga parda, q ficou posta noroeste sueste, para o mar ao sueste, e para a terra ao noroeste, e se meteram ao pé do marco três pedras por testemunhas". Aqui o procurador dos padres da Companhia, André de Gouveia, que havia colocado o marco, disse que não consentia que se continuasse em 15 linhas pela praia, mas antes se seguisse o rumo do sul, pela costa, o que lhe foi diferido, terminando-se assim a medição das três léguas para a parte de Pravassû.
Após esta medição, o padre Francisco de Araújo viria a solicitar ao rei provisão de nova medição destas três léguas, sendo-lhe concedida em 1629. Em virtude desta nova provisão, voltaram a medir estas terras por costa,d esta vez não passando além do porto de Domingos de Negreiros, e antes foram pela terra dentro até à capoeira de Paulo Fernandes, aí se detendo por haver muitas dúvidas sobre o rumo a seguir. Continuaram os pleitos entre Francisco de Araújo e a Companhia de Jesus sobre esta terceira légua, seguindo em 1639 para a Casa da Suplicação. Aqui obteve o padre Francisco de Araújo sentença a seu favor, vindo então a tomar posse da terceira légua, sem que cessassem os pleitos entre as duas partes. Estando a causa pendente, morreu Francisco de Araújo, deixando por herdeira a Santa Casa da Misericórdia de Salvador. Voltando o processo à Casa da Suplicação em 1675, obtiveram os padres da Companhia desta vez sentença a seu favor contra os Irmãos da Misericórdia do salvador, providenciando logo o seu despejo daquela terra, para o qual obtiveram despacho em 1679. Voltaram então os embargos, tanto pelos irmãos da Misericórdia como por Joana de Araújo, sem todavia lograrem sucesso.
Em abril de 1745, aquando da entrega do Engenho pelo padre Luís da Rocha ao padre Manuel Carrilho, foram inventariados 184 escravos ao serviço do mesmo. O inventário incluía ainda 230 cabeças de gado, fora as do pasto do Engenho, quatro canaviais, três barcas à vela, todos os cobres do Engenho e mais trastes a ele pertencentes, casas de vivenda e todos os trastes a elas pertencentes, excepto alguns que haviam ido para a Petinga, por ter ele ido lá para uma casa que não tinha qualquer tigela de barro. Tinha ainda duas fazendas de gados, lenhas, madeiras e mandiocas, ficando uma só para a Petinga, e a capela do Engenho, com todos os seus trastes. O mesmo documento refere que naquele ano houvera uma grande derrota em "todos os engenhos e escravaturas do Brasil", devido a "uma epidemia universal que chegou a todos vinda em um navio de negros da Costa da Mina, foi como o ramo de peste com título de sarampão, a todos causou estragos perdas e despesas." Apesar disso, nos Engenhos de Segipe a perda não havia sido muita, contando-se apenas entre seis e oito mortes, sendo que chegaram a ter 200 doentes sustentados com galinhas, perdendo-se o custo das galinhas e o serviço que haviam de fazer pelos cinco ou seis meses que estiveram doentes.
Luís da Rocha relata que havia reformado o Engenho da Petinga, na mesma propriedade, que sempre fora movido a cavalos, passando agora a ser engenho de água. O Engenho contava com 61 escravos capazes de trabalhar, mas por passar a ser movido a água, necessitava de maior número de escravos, incluindo alguns com experiência na moagem por engenho de água, que ali não existiam, tendo-se para lá passado alguns do Engenho do Conde que possuíam essa técnica. Na sua estadia em Petinga levou para o seu serviço uma equipagem de 23 escravos para serviço doméstico, constituída por 18 escravos, mais quatro meninos que vieram com suas mães, e um cozinheiro, vindos da propriedade principal, tratando também de prover a casa de residência do Engenho, por a achar "sem nem uma tigela de barro". O número total de escravos ao serviço deste engenho passou, assim, a ser de 84.
O Engenho do Conde contava com três fazendas de mato para lenhas e madeiras para o Engenho, e criação de gado para os carros: a primeira em Saubeara, a segunda em Itapema, e a terceira em Morundas, sendo que o Engenho da Petinga não tinha fazenda onde cortar um pau para obras, criar um boi, ou cortar lenhas. Nesse sentido, aplicou a fazenda de Morundas, com seus escravos e gados, ao Engenho da Petinga. Com os 16 escravos escravos da fazenda de Morundas, e mais alguns que comprara, o número total de escravos na Petinga fixou-se em 102, e no Conde 184, num total de 286 escravos. Este número incluía os "mancos coxos velhos e meninos q não servem senão para comer".
Luís da Rocha informa ainda que, quando chegou ao Engenho do Conde, achou a capela velha, e velha a conservou, por necessitar de ao menos dez ou doze mil cruzados para a fazer de novo. Diz que tudo o mais, Engenho e casas, é velho de duzentos anos, mas opõe-se a que se gaste aí o rendimento do Engenho, criticando o padre Manuel Carrilho por este gritar que tudo está a cair, sendo que até hoje nunca caiu, e que o melhor que se faz é ir reedificando aos poucos aquilo que vai caindo em ruínas.
Em 1759, com a expulsão dos jesuítas do Brasil, o engenho e as terras foram confiscados e vendidos a particulares.

## Características
Em 1745, existiam na propriedade dois engenhos, o Engenho do Conde e o Engenho da Petinga, ambos movidos a água, sendo que o segundo até recentemente fora movido a cavalos. A propriedade era constituída ainda por vários pastos para gado, quatro canaviais, fazendas de matos para lenha, cultiva de mandioca, várias casas de habitação com seus apetrechos e uma capela, localizada no Engenho do Conde, ali vivendo e trabalhando cerca de 286 escravos.